# Протизавадна огорожа

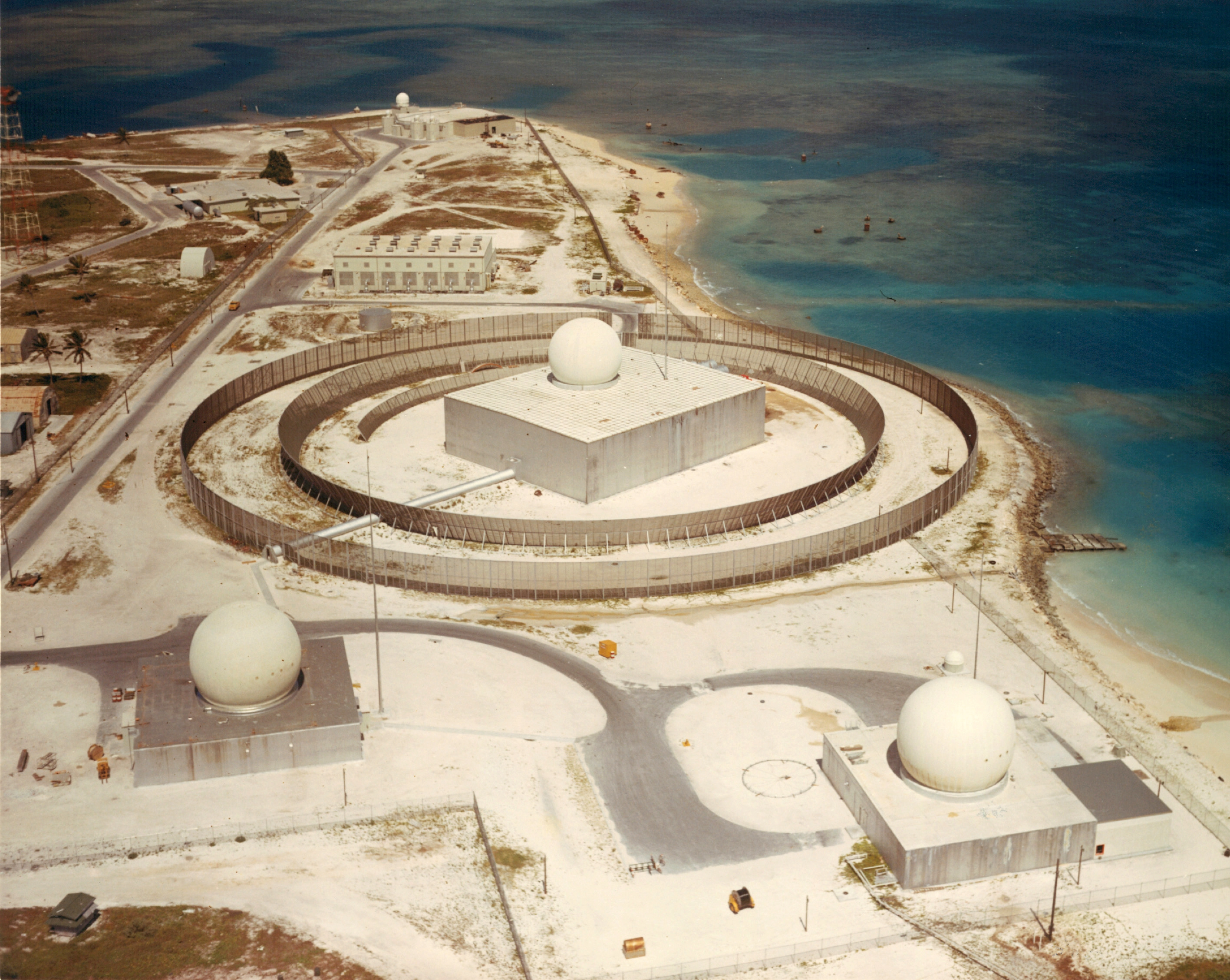
У радарах відстеження цілей Nike Zeus використовувався складний захист від завад, щоб блокувати сигнали, що відбиваються від сусідніх будівель та інших радарів.

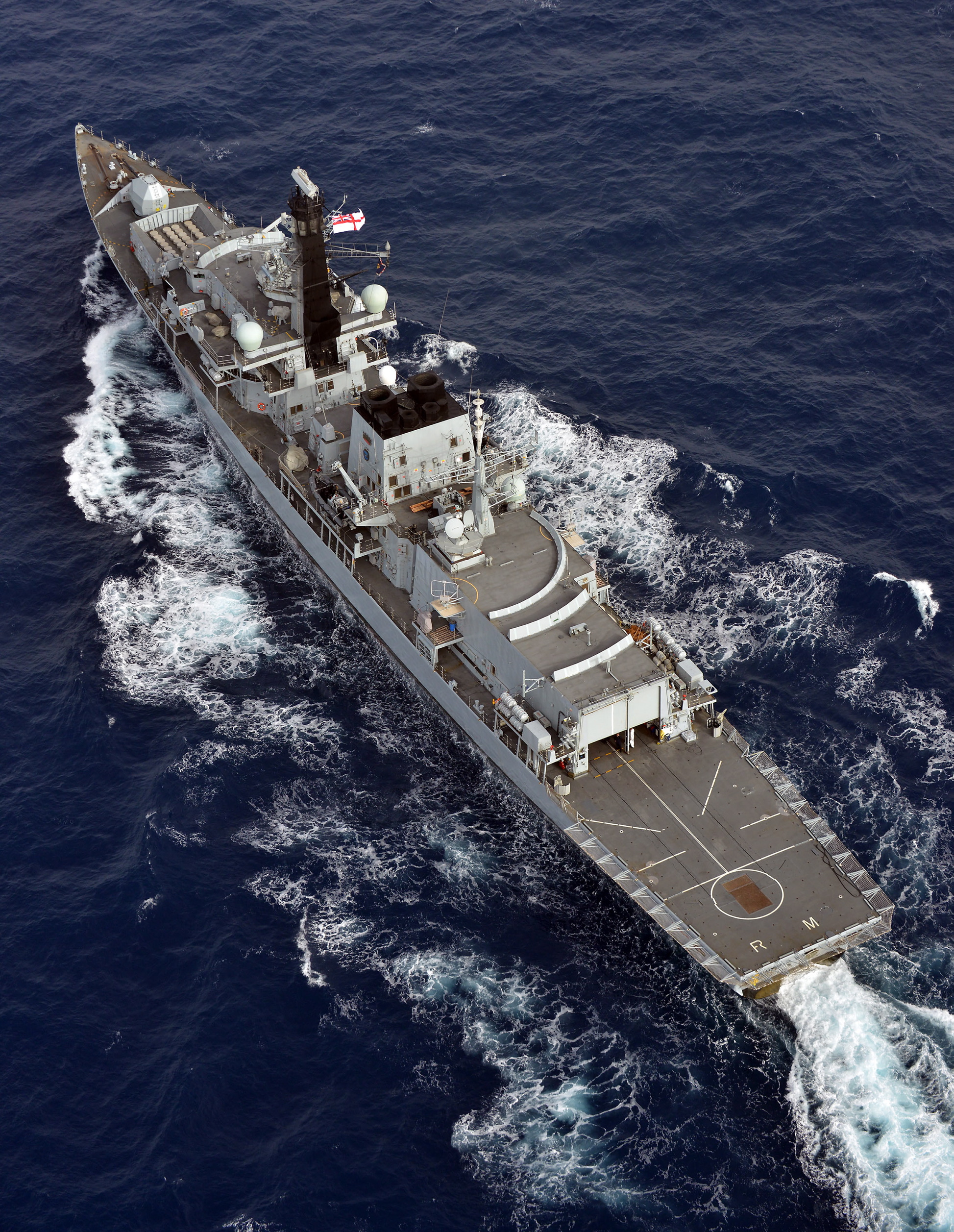
На верхній частині ангара та на мостику цього фрегата типу 23 можна побачити протизавадні огорожі радарів "Морський вовк".

Протизавадна огорожа – це пристрій, який використовується в деяких радарних системах для того, аби відбиття від сусідніх об'єктів не потрапляли до приймача. Зазвичай вони виготовляються зі звичайного матеріалу для металевих огорож. Вони можуть відігравати додаткову роль у захисті екіпажів від мікрохвильового сигналу деяких дуже потужних радарів.